# Jimboite
La jimboite è un minerale.